# Дом Јеврема Грујића у Београду
Дом Јеврема Грујића се налази у старом језгру Београда, у Светогорској улици број 17, - прва кућа проглашена за споменик културе од оснивања Завода за заштиту споменика културе града Београда, 1961. године. Налази се непосредно уз позориште „Атеље 212“. У овој репрезентативној породичној кућа и данас живе потомци Јеврема Грујића, истакнуте личности српске дипломатије 19. века. Живот и дело чланова породице Грујић и њених потомака везују се за важне политичке и друштвене догађаје у Србији.

## Историјат
Једноспратну кућу у Светогорској 17 подигао је Јеврем Грујић за своју ћерку Мирку, почасну дворску даму краљице Марије Карађорђевић и председницу „Кола српских сестара“. Стил куће, данас, посебно је истакнут контрастом њеног непосредног окружења које чине модернистички и савремени објекти. С тог аспекта кућа је урбани раритет, а када се закорачи унутра, амбијент дочарава прошлост једне важне српске породице и начин живота високог сталежа. Саграђена је 1896. године према пројекту Милана Капетановића, српског архитекте школованог у Минхену, касније министра грађевина.

## Изглед дома
Вила има три обрађене фасаде у историцистичком духу на којима су складно уклопљени елементи ренесансе и барока. У своје време представљала је типичну грађанску кућу саграђену према програму репрезентације. Док се неки орнаментални мотиви могу видети и на другим београдским фасадама, сликана декорација која подражава технику зграфита чини је јединственом у архитектури Београда. Извођач сликане декорације на главној фасади био је Доменико Д’Андреа, италијански мајстор декоративног сликарства. На овом објекту огледа се јединство архитектуре, декоративног сликарства и фасадне пластике.
У унутрашњој концепцији основе приземља и спрата су идентичне. Салон, трпезарија и кујна били су у приземљу, а на спрату собе за спавање, радни кабинет, библиотека и тераса која је гледала на некадашњу башту. Улаз у зграду је репрезентативан, с холом и степеништем од белог мермера, оградом од кованог гвожђа и рељефном композицијом на зиду. Богат и разноврстан покретни фонд, из 18. 19. и 20. века, чине многобројни уметнички и употребни предмети и архивска грађа. Збирка оружја из Првог и Другог српског устанка добила је златну повељу и медаљу на изложби балканских држава у Лондону 1907. године. Фонд је власништво генерација породице Грујић – од Грофа Теодора Хербеза, министра финансија кнеза Милоша, Јеврема Грујића, Славка Грујића, генерала Косте Протића, Стевана Ћурчића и бројних других наследника, истакнутих личности политичког и културног живота Србије. Ентеријер украшавају дела најзначајнијих сликара националне уметности: Стеве Тодоровића, Уроша Предића, Паје Јовановића, Ђорђа Крстића, Уроша Кнежевића, Арсенија Петровића, Милоша Тенковића, Влаха Буковца као и оригинални комади намештаја из различитих епоха. Поред материјалне баштине Дом поседује и нематеријалне вредности.
Једна од знаменитости које се овде чувају је венчаница Јелене Грујић из 1856. године.

## Дом као сведок времена
У кући је одржан састанак на ком је склопљен тајни уговор између Србије и Бугарске за ослобођење Јужних Словена од турског ропства 1912. године, на ком је касније заснован Балкански савез. По завршетку Првог светског рата у кући се налазило Белгијско посланство где су се одржавали први градски балови и дипломатски пријеми, а затим Француско социјално друштво за помоћ деци „Кап млека“. Пред Други светски рат у њему су одржавани састанци женских друштава за борбу против фашизма, а од октобра 1944. године у данима борбе за ослобођење Београда налазила се партизанска болница. Дом су посећивале и у њој боравиле значајне личности српске политике и дипломатије, науке и уметности, попут Јована Цвијића, Симе Матавуља, Јована Скерлића, Чеде Мијатовића, Богдана Поповића, Милана Ракића, Ђорђа Крстића, Стевана Тодоровића, Уроша Предића, Ивана Табаковића, др Вукића Мићовића као и чланови европских племићких породица и друге угледне личности. Овде је живео и Милован Миловановић, министар иностраних послова и председник владе Србије (1911 – 1912). Дом Јеврема Грујића данас је меморијално место, сведок важних политичких и културних догађања, где се захваљујући потомцима, у континуитету, чува културно наслеђе, негују традиција, национални идентитет и авангардна мисао српског друштва.

## Новија историја дома
У новијој историји познат је и по једном савременом догађају. Наиме, у његовом подруму 24. априла 1967. године отворена је прва београдска дискотека „Код Лазе Шећера“, названа по власнику и Јевремовом потомку, преводиоцу Лазару Шећеровићу . Најновији музички трендови и модни стилови могли су се чути и видети у овој дискотеци коју су посећивале најпознатије личности из света музике, филма и моде. Била је место окупљања интелектуалне елите која је значајно утицала на нашу недавну историју, означивши социолошки бум, ново време и слободе које су носиле шездесете године 20. века.
Дом Јеврема Грујића, подигнут од стране значајног српског државника, од свог настанка до данас везан је за свет политике и културе због чега представља сведочанство једног времена за које постоји мали број сачуваних докумената. Аутентичност овог репрезентативног здања драгоцено је наслеђе наше културне баштине које доприноси откривању и дефинисању изгледа и карактера старог Београда. Очување породичне историје и српског наслеђа уврстило је Дом Јеврема Грујића у Асоцијацију европских историјских кућа 2009. године.
Због својих истакнутих културно-историјских и архитектонско-урбанистичких вредности Дом Јеврема Грујића утврђен је за културно добро 1961. године, а потом 1979. године за културно добро од великог значаја за Републику Србију.
Данашњи потомци лозе Грујића, Лазар Шећеровић и Александар Цонић од 2015. године у делу куће покренули су први приватни музеј у Србији, Дом Јеврема Грујића - Збирка Шећеровић - Цонић. Као једна од институција културе у нашој земљи, музеј је организовао бројне изложбе, предавања, позоришне представе, концерти и други културне програме.

## Галерија
- Спољашњост дома
- Унутрашњост
- Унутрашњост
- Дом Јеврема Грујића унутрашњост